# Sumi
Sumi ili Sumy (ukr. Суми, rus.: Сумы) je grad u sjeveroistočnoj Ukrajini središte Sumske oblasti.

## Zemljopis
Sumi se nalazi u sjeveroistočnoj Ukrajini na rijeci Psel, nedaleko od granice s Rusijom.

## Stanovništvo
Po službenom popisu stanovništva iz 2001. godine, grad je imao 295.847 stanovnika, prema procjeni stanovništva iz 2008. godine grad je imao oko 283.700 stanovnika.

### Demografska povijest
- 1897. godina -  27.564 stanovnika, 70,53% Ukrajinci, 24,1% Rusi 2,6% Židovi, 2,67% ostali
- 1926. godina - 44.000 stanovnika, 80,7% Ukrajinci, 11,8% Rusi 5,5% Židovi, 2% ostali
- 1959. godina - 98.000 stanovnika,  79% Ukrajinci, 20% Rusi, 1% ostali [nedostaje izvor]

## Gradovi prijatelji
- Celle, Njemačka
- Vraca, Bugarska

## Poznete osobe
- Oleh Husjev - ukrajinski nogometaš i reprezentativac
- Viktor Juščenko - ukrajinski političar i treći predsjednik Ukrajine

## Vanjske poveznice
- Nezavisni regionalni web portal
- Sumi administracija  Arhivirana inačica izvorne stranice od 13. veljače 2012. (Wayback Machine)
- Sumi turistički vodič  Arhivirana inačica izvorne stranice od 16. srpnja 2011. (Wayback Machine)
- Povijest grada

### Ostali projekti
|  | Zajednički poslužitelj ima još gradiva o temi Sumi |